# Echinops spinosissimus
Echinops spinosissimus là một loài thực vật có hoa trong họ Cúc. Loài này được Turra mô tả khoa học đầu tiên năm 1765.